# Oier Olazábal
Pour les articles homonymes, voir Olazábal.
Oier Olazábal Paredes (né le 14 septembre 1989 à Irun, Pays basque, Espagne) est un footballeur espagnol évoluant au poste de gardien de but au sein de l'Espanyol de Barcelone.

## Biographie
Arrivé à l'âge de 6 ans au églantins d'Hendaye, Oier joue jusqu'en Benjamin avant de rejoindre le Real Union. Formé dans le club de sa ville natale, il est repéré par le FC Barcelone et intègre la réserve du club à l'été 2007. Il fait ses débuts en équipe première en championnat en mai 2009 face au RCD Majorque, alors que le club catalan est déjà champion. Auparavant, il est apparu face au CD Alcoyano en Coupe du Roi en janvier 2008. À la suite du départ d'Albert Jorquera pour le Gérone FC, il devient le troisième gardien du club.
Il rejoint officiellement l'équipe première en août 2013 en vue de la saison 2013-2014.
Le 11 juillet 2014, il est recruté par Grenade CF.
Le 31 janvier 2020, Olazábal signe à l'Espanyol de Barcelone pour deux saisons et demie contre la somme de un million et demi d'euros.
Profitant de la suspension de Diego López, Olazábal est titularisé par Abelardo le 13 juin 2020 contre le Deportivo Alavés et réalise un clean sheet lors d'un succès 2-0 au RCDE Stadium. Il dispute son second match le 19 juillet lors de la dernière journée de championnat face au Celta de Vigo (0-0). L'Espanyol finit dernier de Liga et descend en Segunda División pour la première fois depuis 1993.
Olazábal reste au club malgré la relégation et échoit du numéro 1 au début de la saison 2020-2021.